# IGポート
株式会社IGポート（英: IG Port, Inc.）は、アニメ制作会社のプロダクション・アイジー（Production I.G）や出版社のマッグガーデン（MAG Garden）等を傘下に持つ日本の持株会社。

## 概要
1990年6月5日に「株式会社イング」として設立。2000年9月1日に株式会社プロダクション・アイジーと合併。2007年11月に商号を「株式会社IGポート」に変更し持株会社となる。純粋持株会社であり、傘下の子会社で劇場アニメ、劇場ドラマ、テレビアニメ、テレビドラマ、ゲーム、ノベルス、コミックスの企画・出版、及びこれら版権管理、撮影用レンタルスタジオの経営などの事業を展開している。
社名の由来は、設立メンバーである、石川光久（当社代表取締役兼株式会社プロダクション・アイジー代表取締役）と後藤隆幸（株式会社プロダクション・アイジー取締役）のイニシャルの頭文字の「I」と「G」をとって、"I.G"、それに"プロダクション"を付け、「Production I.G」となった。その後、2007年11月持株会社化の際に、「IG」という部分は残し「港」を意味する「Port」を付与し「株式会社IGポート」への商号変更を実施した。持株会社であることから、傘下の企業をビジネスの海に乗り出していく「船」と捉え、その企業がビジネスから戻ってくることの出来る「港」という意味が込められている。

## 沿革
- 1987年12月 - アニメーション制作会社、有限会社アイジー・タツノコを設立。出資者は、石川、後藤、八田英明（京都アニメーション代表取締役）、タツノコプロなどである。
- 1990年6月 - 有限会社アイジー・タツノコの子会社としてアニメーションの企画・製作事業を目的とした株式会社イングを設立。翌年、劇場版『機動警察パトレイバー 2 the Movie』に作品出資し、版権事業を開始。
- 1995年
  - 5月 - アニメーション制作会社、株式会社ジーベックを設立。
  - 11月 - 当社が制作した『GHOST IN THE SHELL / 攻殻機動隊』が劇場公開される。
- 1997年5月 - 海外営業窓口として、米国法人Production I.G.,LLCを設立。
- 1998年4月 - 増資を行い、有限会社から株式会社プロダクション・アイジーに変更。
- 2000年9月 - 株式会社イングが、株式会社プロダクション・アイジーを合併し、商号を株式会社プロダクション・アイジーに変更。
- 2005年12月 - ジャスダック証券取引所に株式を上場。
- 2007年
  - 11月 - 当社を持株会社化し、株式会社IGポートに商号変更。同時に、主力事業を新設分割した株式会社プロダクション・アイジーに継承し、株式会社ジーベックとともに2社を子会社化。
  - 12月 - ノベルス・コミックス専門出版社、株式会社マッグガーデンを株式交換により完全子会社化。
- 2010年4月 - ジャスダック証券取引所と大阪証券取引所の合併に伴い、大阪証券取引所JASDAQに上場
- 2012年6月 - アニメーションの新たな企画・受注拡大等を目的として、アニメーション制作会社の株式会社ウィットスタジオを連結子会社として設立。同社株式の66.6%を保有する。
- 2013年7月 - 大阪証券取引所と東京証券取引所の市場統合に伴い、東京証券取引所JASDAQスタンダードに上場
- 2014年10月 - アニメーションのフルデジタル化促進等を目的として、アニメーション制作会社の株式会社シグナル・エムディを子会社として設立。これにより、『ポケットモンスター THE ORIGIN』といったファミリー作品の契約を結ぶ[5]。
- 2016年3月 - 魔法使いの嫁（マッグガーデン刊）を、企画・製作をプロダクション・アイジー、アニメーション制作をウィットスタジオでアニメ化すると発表。グループ全体で出資比率を60%とする。
- 2017年11月 - コンテンツ電子配信サービス等を目的として、株式会社リンガ・フランカを設立。
- 2019年
  - 4月 - 株式会社ジーベックの映像制作事業を株式会社サンライズに譲渡[6]。
  - 6月 - 株式会社ジーベックを株式会社プロダクション・アイジーに吸収合併し、解散[7]。ジーベックの知的財産権・公式サイトをプロダクション・アイジーが継承。
- 2020年6月 - 株式会社リンガ・フランカが、株式会社ブシロードを割当先とする第三者割当増資よる資本提携契約を締結。
- 2022年4月 - 東京証券取引所の市場再編に伴い、スタンダード市場に上場。
- 2023年12月 - 取締役会において、株式会社ブシロードワークスと、漫画家移籍に関する合意書の締結を決議[8]。
- 2024年7月 - IGポートのロゴマーク・公式サイトをリニューアル。
- 2025年
  - 6月1日 - 株式会社シグナル・エムディを株式会社プロダクション・アイジーに吸収合併し、解散[9][10]。これにより、『ポケットモンスター THE ORIGIN』といったファミリー作品の契約をプロダクション・アイジーが継承し、タツノコプロと同様、プロダクション・アイジーは子供・大人向け、両方の対象作品となっていた。
  - 6月17日 - サンリオとの資本業務提携を発表[11]。

## 連結子会社
- プロダクション・アイジー - 映像制作事業・版権事業・その他
- マッグガーデン - 出版事業・版権事業
- ウィットスタジオ - 映像制作事業・版権事業・出版事業・その他
- Production I.G.,LLC - 版権事業

過去の子会社
- ジーベック - 2019年8月8日法人格消滅。
- リンガ・フランカ - マンガアプリ『マンガドア』及びマンガ配信Webサービス『リトコミ』の運営。2020年6月1日付で、株式会社ブシロードと資本提携（ブシロードからの出資に当たっては、同社に第三者割当増資を行い、同時に減資を行うことで、最終的に資本金は変えずに、資本金繰越利益剰余金欠損額の解消を行う）、これに伴い、IGポートとブシロードで50%ずつの出資となるが、IGポート連結子会社の地位は維持され、新たにブシロードの持分法適用関連会社となる。2023年10月2日の臨時株主総会にて解散。
- シグナル・エムディ - 2025年6月1日付でProduction I.Gに吸収合併され解散。